# Foz de Burgui
La Foz de Burgui (en euskera: Burgiko arroila) es una foz (nombre tradicional en Navarra y Aragón para referirse a un cañón) situada en la entrada sur al valle del Roncal, municipio de Burgui, en la Comunidad Foral de Navarra, que se extiende también a parte del municipio aragonés de Salvatierra de Esca (Zaragoza, España). 
Se trata de un profundo cañón excavado por el río Esca en la roca caliza, cortando la cordillera formada por las Sierras de Illón y Peña, siendo la salida natural del Valle de Roncal hacia el río Aragón. 
Está declarada Reserva natural como protección a su magnífica colonia de buitres leonados, además de otros tipos de rapaces como el águila real, el alimoche y el quebrantahuesos.

## Toponimia
Su nombre oficial es "Foz de Burgui" en virtud del Decreto Foral 149/1991, de 18 de abril, que oficializa la toponimia menor del municipio de Burgui, denominación recogida igualmente por el Instituto Geográfico Nacional. No debe confundirse con la Foz de Sigüés, de la que también participa Salvatierra de Esca y que, en este caso, se sitúa en la localidad de Sigüés. 
El 10 de junio de 2020 el Gobierno de Aragón instaló en la carretera A-137 sendas señales de información turística que indicaban la entrada a la foz por su lado sur y en el límite entre Navarra y Aragón, con la denominación "Foz norte de Salvatierra de Esca". Sin embargo, se trata de una denominación no oficial que, además, no cuenta con un uso ni histórico ni actual, que ha sido contestada por varios expertos, entre ellos Mikel Belasko, al considerarla una manipulación de la toponimia con fines culturales. Como demostró el filólogo, se trata de una denominación que carece de registros hasta ese mismo año y que contrasta con la forma "Foz de Burgui", que además de ser oficial, se empleaba durante el siglo XIX, y actualmente en cartografías oficiales, además de ser un nombre más preciso y que no invita a la confusión.